# Argyra obscura
Argyra obscura är en tvåvingeart som beskrevs av Van Duzee 1925. Argyra obscura ingår i släktet Argyra och familjen styltflugor. Inga underarter finns listade i Catalogue of Life.